# Colart de Laon
Colart de Laon (...) è stato un pittore francese del tardo gotico.

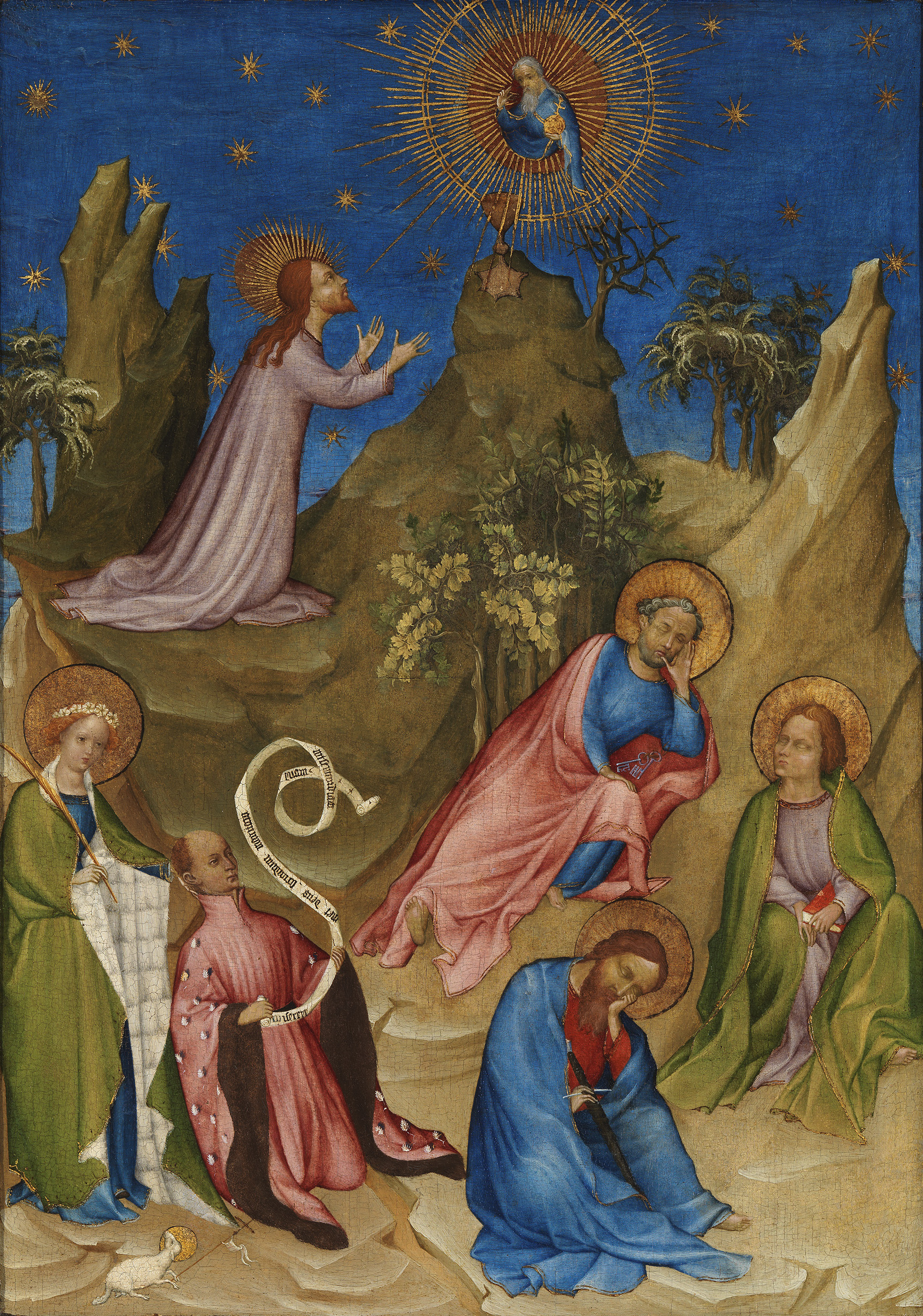
Orazione nell'orto col donatore Luigi I d'Orléans 1405-1407/1408, Museo del Prado, Madrid

Menzionato per la prima volta nel 1377 come pittore alle dipendenze di Filippo III di Borgogna, successivamente divenne valletto di camera di Luigi I di Valois-Orléans, ruolo che ricoprì almeno fino al 1411. Non esistono opere attribuitegli con certezza assoluta, ma su alcune tavole c'è una ragionevole sicurezza. Quelle menzionate nelle fonti contemporanee comprendono vare opere di grande formato per Filippo III nel 1395, esposte poi alla Cattedrale di Chartres, una Vergine con San Giovanni e la Trinità per Luigi I per una chiesa parigina nel 1396, e nel 1397 un reliquiario per la regina Isabella di Baviera e un pannello raffigurante Ludovico il Pio e Ludovico di Tolosa. Nel 1406 lavorò a un grande dipinto per il parlamento francese.
Come per molti pittori di corte del periodo le sue attività non erano ristrette alla pittura di quadri, ma viene anche menzionato come creatore di decorazioni per le festività e cartoni per gli arazzi..
Nel maggio 2012 il Museo del Prado di Madrid ha acquisito una tavola, forse la parte centrale di un trittico, raffigurante un'Orazione nell'orto degli ulivi col donatore Luigi I d'Orléans. È l'unico ritratto contemporaneo di Luigi che ci è noto.
Un Angelo annunciante nel Museo di Laon, l'ala destra di un trittico, è attribuito al Maestro del Retablo di Pierre de Wissant, ma potrebbe essere un'altra opera di Colart de Laon.